# Жиец (Хунедоара)
Жиец (рум. Jieț) насеље је у Румунији у округу Хунедоара у општини Петрила. Oпштина се налази на надморској висини од 735 m.

## Становништво
Према подацима из 2002. године у насељу је живело 803 становника.

### Попис2002.
| Расподела становништва по националности 2002.‍ | Расподела становништва по националности 2002.‍ | Расподела становништва по националности 2002.‍ | Расподела становништва по националности 2002.‍ | Расподела становништва по националности 2002.‍ |
| --------------------------------------------- | --------------------------------------------- | --------------------------------------------- | --------------------------------------------- | --------------------------------------------- |
|                                               |                                               |                                               |                                               |                                               |
| Румуни                                        | Румуни                                        |                                               | 782                                           | 97,8%                                         |
| Мађари                                        | Мађари                                        |                                               | 11                                            | 1,4%                                          |
| Роми                                          | Роми                                          |                                               | 7                                             | 0,9%                                          |